# نیو کاوینا
نیو کاوینا (به انگلیسی: Niamh Kavanagh) (زاده ۱۳ فوریه ۱۹۶۸) خوانندهٔ ایرلندی است.
او در سال ۱۹۹۳ برنده مسابقه یوروویژن شد. 